# Early Demos
Early Demos – EP rockowej grupy U2. Składa się ono z trzech utworów w wersji demo, których producentem jest Barry Devlin. Płyta została nagrana w kwietniu 1978 roku, w Keystone Studios. Te piosenki były pierwszymi owocami pracy w studiu nagraniowym zespołu. EP znalazło się na box secie The Complete U2.

## Lista utworów
1. „Street Mission” – 4:17
2. „Shadows and Tall Trees” (demo) – 4:40
3. „The Fool” – 4:15